# Cathy Allen
Cathy Allen (1946) è un'ex sciatrice alpina statunitense.

## Biografia
Specialista delle prove tecniche originaria di San Pedro (Los Angeles), Cathy Allen debuttò in campo internazionale in occasione del Barbara Henneberger Memorial 1964 (Sugar Bowl, 25-26 aprile), dove si classificò 9ª nello slalom gigante, 4ª nello slalom speciale e 6ª nella combinata; nel 1965 si piazzò 3ª nello slalom speciale al trofeo Far West Kandahar (Alpine Meadows, 9-11 aprile) e 2ª in quello del trofeo Silver Belt (Sugar Bowl, 24-25 aprile). Ai Mondiali di Portillo 1966, sua unica presenza iridata, si piazzò 5ª nello slalom speciale del 5 agosto, l'unica prova nella quale prese il via e sua ultima gara in carriera; non prese parte a rassegne olimpiche.

## Palmarès

### Campionati statunitensi
- 3 medaglie (dati parziali):
  - 1 argento (discesa libera nel 1965[6])
  - 2 bronzi (slalom speciale nel 1965[6]; slalom speciale nel 1966[7])